# Tin.it
Tin.it, acronimo di Telecom Italia Net, è stato uno dei più grandi Internet Service Provider (operatori Internet) italiani per numero di abbonati. Faceva parte del gruppo Telecom Italia.
Viene inglobato in Alice nel 2006.

## Storia

Il vecchio logo di Tin.it

Tin.it viene costituita come società indipendente nel 1996 con la fusione dell'operatore di Telecom Italia, chiamato Telecom OnLine (TOL) con Video On Line (VOL), il principale operatore internet dell'epoca creato da Nicola Grauso e acquistato da Telecom. Alla sua nascita, è un provider per la connessione Internet tramite servizi ISDN o la tradizionale connessione telefonica.
Nel 2000 è protagonista di un'infuocata vicenda per la fusione di Tin.it con Seat Pagine Gialle che darà il controllo del gruppo Seat a Telecom Italia. Tin.it viene quindi integrata con il portale Virgilio che era stato nel frattempo acquistato da Seat.
Dopo la vendita nel 2003 del ramo d'azienda di Seat relativa alle pagine gialle, Tin.it-Virgilio si trovano all'interno del gruppo Telecom Italia Media sempre controllato da Telecom, la quale sviluppa un'altra offerta di accesso ADSL chiamata Alice.
Nel 2006, dopo la fusione di Telecom Italia Media con Telecom Italia, Tin.it viene di nuovo ricostituita come società autonoma con la denominazione di Nuova Tin.it e il 1º ottobre 2006 viene acquisita direttamente nella Telecom, che la integra con Alice.